# Sofía Voúltepsi
Sofía Voúltepsi (grec moderne : Σοφία Βούλτεψη), née au Pirée, est une femme politique grecque.

## Biographie
Aux élections législatives grecques de janvier 2015, elle est élue députée au Parlement grec sur la liste de Nouvelle Démocratie dans la deuxième circonscription d'Athènes.